# Hugo Kotschenreiter

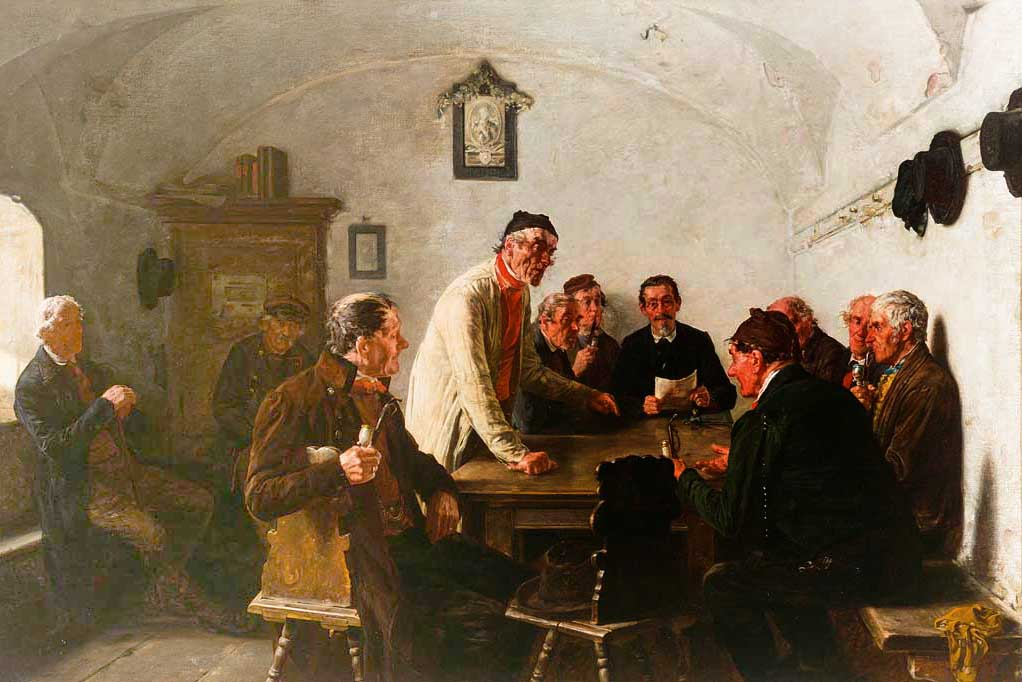
Gemeinderatsversammlung im Wirtshaus

Joh. H. Georg Gottlieb Kotschenreiter, vollständig Johann Hugo Georg Gottlieb Kotschenreiter (* 6. Januar 1854 in Hof; † 22. April 1908 in München) war ein deutscher Genremaler und Illustrator.
Kotschenreiter begann sein Studium an der Kunstgewerbeschule Nürnberg, wo er von 1869 bis 1871 Architektur studierte. Ab dem 11. November 1872 setzte er sein Studium an der Königlichen Akademie der Künste München bei Sándor Wagner und von 1875 bis 1890 bei Carl Theodor von Piloty fort. Er war auch Privatschüler von Wilhelm von Diez.
Kotschenreiter malte hauptsächlich bayerische Trachtenporträts und Genreszenen aus dem Alltag bayerischer Dörfer. Viele seiner Werke kamen auf den amerikanischen Kunstmarkt.
Kotschenreiter stellte seine Werke im Münchener Glaspalast aus. Sie erschienen auch in der Zeitschrift Die Gartenlaube.
Seine Werke befinden sich u. a. in den Sammlungen der Neuen Pinakothek und der Städtischen Galerie im Lenbachhaus.